# سحر بشارة
سحر بشارة (20 فبراير 1985 -) هي ممثلة وعارضة أزياء فلسطينية.

## حياتها والنشأة
مواليد فبراير 1985م، لها العديد من الأعمال الفنية، والتي تنوعت ما بين التلفزيون والسينما، اول اعمالها السينمائية كان من خلال الفيلم الأردني "الشراكسة" عام 2010م.
ممثلة وعارضة أزياء فلسطينية ولدت 20 فبراير عام 1985 في الناصرة بدأت مشوارها من خلال مسابقة "ملكة جمال كل العرب" في عام 1998، إلا إنها اتجهت لدراسة علم النفس في الجامعة الأردنية وحصلت على الشهادة بدرجة امتياز.

## مسيرتها
أدّت أدواراً منوّعة في المسلسلات والسهرات الدرامية الأردنية والخليجية منها "جرح الرمال" و"دعاة على أبواب جهنم"، "راس غليص"، "ليلى"" عودة ابو تايه"، "نيران البوادي"، وغيرها. لعبت أدوار بطولة في مسلسلات "صهيل الأصايل"، "تعاليل بدوية"، "وادي الغجر"، "الندم"، "الغريق"، "نصف القمر"، "عطر النار". دخلت عالم السينما من خلال بطولتها للفيلم الأردني الشراكسة". إضافة للتمثيل ترى سحر أن عملها الرئيسي هو العلاج النفسي. هاجمت سحر القائمين على الدراما في الوطن العربي، واتهمتهم بأنهم غير مقتنعين بموهبة المرأة في مجال الكوميديا، وأنهم منحازون للرجال، متمنية أن تجد العمل الكوميدي الهادف الذي يبرز قدراتها ويؤكد حضورها كممثلة كوميدية.وهي ترى إن الكوميديا القائمة على الالتزام الفكري والفني العالي والهادف، هي من يمكنها أن تثقف المجتمع، وليست تلك الكوميديا التي تعتمد على إضحاك المشاهدين فقط. وأضافت "لو ركزنا قليلا على النقد البناء من قبل الفنانين وأعمالهم الدرامية في بلاد أخرى وتناولهم لظواهر سلبية معينة، فسنرى ذلك يكون من خلال الكوميديا البناءة التي تبنى على تعرية بعض المظاهر السلبية في المجتمع؛ لأنها الأجدى في الوصول إلى ذهن ووجدان المشاهد، وهذا من إيجابيات الكوميديا وأسلوبها الناجح والتأثير الكبير لها في توعية المشاهد".

## أعمالها
تنوعت الأعمال الفنية التي شاركت فيها الفنانة "سحر بشارة" ما بين المسلسلات التلفزيونية والأفلام السينمائية، منها:
- 2012م- توأم روحي، مسلسل.
- 2011م- بوابة القدس، مسلسل، وقامت فيه الفنانة بدور "الممرضة".
- 2011م- عطر النار، مسلسل.
- 2011م- وين ما طقها عوجة، مسلسل، لعبت فيه بشارة دور "حنان"
- 2010م- الشراكسة، فيلم ، دور "هند"
- 2010م- تزهر الأشواك، فيلم.
- 2009م- جمر الغضا، مسلسل.
- 2009م- صهيل الأصايل، فيلم.
- 2009م- مهاجي الأجاويد، مسلسل.
- 2009م- نصف القمر، مسلسل.
- 2008م- عودة أبو تايه، مسلسل.
- 2008م- من نبع الحياة، مسلسل.
- 2007م- سكتشات، مسلسل.
- 2007م- سلطانة، مسلسل.
- 2007م- جرح الرمال، مسلسل.
- 2006م- رأس غليص (ج1)، مسلسل، دور "أم صايل"
- 1990م- راعي الصيت، مسلسل.

## روابط خارجية
- صفحة سحر بشارة علي IMDB